# NSD (ソフトウェア)
NSD (Name Server Daemon、ネームサーバデーモン) は、オランダのNLnet LabsがRIPE NCCの協力のもとで開発するオープンソースのDNSコンテンツサーバ（権威サーバ）である。

## 特徴
DNSコンテンツサーバに特化しているため、シンプルな設計でありセキュリティ面でも堅牢で、高負荷への耐性も強いとされる。
キャッシュやリゾルバとしての機能を持たず、権威を持たないゾーンへの問い合わせに対しては SERVFAIL を返す。
BINDと同じスタイルのゾーンファイルを用いて設定することができる。またNSD上で使用できるゾーンファイルはそのままBINDでも用いることができる。
RFCに準拠し、不要な機能を極力搭載しない方針で開発されているものの、NSD 4.1.0（2014年9月4日リリース）にてDNSラウンドロビンに対応するなどの柔軟さも見られる。

## 動作
NSDは、あらかじめコンパイルされたゾーン情報を nsd.db ファイルに格納し、起動時に静的メモリに読み込む。これによりサービスの高速起動を可能としている。またゾーン情報の構文エラーもコンパイル前にチェックしている。

## セキュリティ
NSDを構成するプログラムやプロセスはchrootによって非特権ユーザーとして実行できるよう構成されているため、仮にNSD自体にセキュリティ上の欠陥が発覚したとしてもサーバが乗っ取られるなどの被害を招く可能性は低いとされる。

## 普及
2018年5月現在、以下のルートサーバにおいて、構成するサーバ群の一部もしくは全てにNSDが採用されている。
- a.root-servers.net (他のDNSを併用)
- h.root-servers.net
- j.root-servers.net
- k.root-servers.net (BIND、Knot DNSを併用)
- l.root-servers.net (Knot DNSを併用)

このほか、いくつかのTLDにおいても採用例がみられる。